# 王愈榮
王愈荣（英語：：1931年4月27日—2018年1月18日），江苏丹阳人，罗马天主教主教，曾任天主教台中教區主教及衛道中學、靜宜大學、輔仁大學董事長。

## 學習生涯
王愈榮1931年4月27日生于上海。1948年毕业于徐家汇的耶稣会圣依纳爵公学，后入徐家汇圣伯尔敏神学院。1949年10月至1956年夏，在西班牙马德里攻读神哲学七年。期间，1955年12月24日在马德里由于斌枢机祝圣为司铎。1956年奉命在罗马攻读圣教会法。1959年夏在宗座傳信大學，荣获教会法博士学位。

## 聖職生涯
1960年回台。1961年-1966年在高雄教区任秘书长，后回台北，先后在总主教公署任法官，秘书长，副主教等职，并在淡江大学等教授外语。1975年7月1日教宗保禄六世任命为台北总教区辅理主教，与嘉义教区狄刚主教，于同年7月22日在国父纪念馆由传信部部长罗西枢机祝圣为主教。1979年4月-1986年9月任主教团秘书长。1986年6月25日教宗若望保禄二世任命为台中教区主教。2007年9月22日卸任。